# 노랑풍선
노랑풍선은 여행사로 알려진 대한민국의 레저 상장기업이다. 본사는 서울특별시 중구 수표로 31(저동2가, 노랑풍선)에 위치해 있으며 대표이사는 김진국이다.

## 논란
공정거래위원회는 노랑풍선의 판매약관을 심사하여 영업시간 외 취소업무처리 불가 조항, 환급정산금 지연 반환 조항 등 불공정약관을 시정했다.

## 같이 보기
- 하나투어
- 모두투어
- 참좋은여행
- 롯데관광개발

## 참고문헌
1. ↑  노랑풍선, 2024년 3대 핵심 방향 제시…신규 시장 개척에 박차, Travel Times, 2023년 12월 11일
2. ↑  레저사 브랜드평판, 하나투어·모두투어·노랑풍선 순, 스트레이트뉴스, 2023.12.13
3. ↑  공정위, 노랑풍선 등 8개 여행사 주말·공휴일 등 영업시간 외 취소불가 약관 시정, 세정일보, 2023.12.12